# Legió XVII
La Legió XVII va ser una legió romana fundada per Octavi l'any 41 aC i destruïda l'any 9 a la batalla del bosc de Teutoburg. No es coneixen ni el cognomen ni l'emblema de la legió.
Es va formar la legió probablement per lluitar contra Sext Pompeu, que s'havia fet fort a Sicília i amenaçava el subministrament de blat a Roma. Després de la derrota de Marc Antoni i Cleòpatra a la batalla d'Àccium l'any 31 aC aquesta legió va ser desplaçada a la Gàl·lia A finals del segle i aC va ser destinada a la Germània Inferior i estacionada a Xanten. Formava part de la guarnició de la província, governada per Publi Quintili Var.
A principis de setembre de l'any 9, Armini, cabdill de la tribu germànica dels queruscs, aliats dels romans, va trair el governador Quintili Var. Va portar-li notícies d'una revolta a la zona del Rin, i sense comprovar-ne la veracitat, el governador va mobilitzar la Legió XVII juntament amb la XVIII i la XIX, i es va dirigir cap a l'oest. Els queruscs, dirigits per Armini, van parar una emboscada al governador i a les legions al bosc de Teutoburg, un paratge boscós de més de 100 km de longitud entre les actuals localitats d'Osnabrück i Paderborn. Els romans van patir una derrota desastrosa, i les legions XVII, XVIII i XIX van ser destruïdes. Els queruscs van prendre els estendards i les àguiles de les legions.
Uns anys més tard, Germànic Cèsar va anar a aquella regió, i va trobar els cadàvers dels legionaris, molts d'ells mutilats. Va recuperar l'àguila de la Legió XVIII que la tenien els marsis l'any 16, després de la batalla d'Idistavisus Campus i la va tornar a Roma. Les altres dues àguiles també van ser recuperades.